# Caribes de San Sebastián 2019 (pallavolo maschile)
Questa voce raccoglie le informazioni riguardanti i Caribes de San Sebastián nelle competizioni ufficiali della stagione 2019.

## Organigramma societario
Area direttiva
- Presidente: Bill Li

Area tecnica
- Primo allenatore: Juan Francisco León (fino a giugno), Manuel Acevedo (da giugno)

## Rosa
| N° | Nome                  | Ruolo | Data di nascita  | Nazionalità sportiva |
| -- | --------------------- | ----- | ---------------- | -------------------- |
| 1  | Erick Ramos           | S     | 16 marzo 1996    | Porto Rico           |
| 2  | Ernie Santos          | L     | -                | Porto Rico           |
| 3  | Ricardo Archilla      | S     | 5 novembre 1991  | Porto Rico           |
| 4  | Dennis Del Valle      | L     | 27 gennaio 1989  | Porto Rico           |
| 5  | Pedro Nieves          | C     | 29 giugno 1993   | Porto Rico           |
| 6  | Josué Suárez          | P     | 5 giugno 1992    | Porto Rico           |
| 6  | Christian Burgos      | O     | 24 marzo 1996    | Porto Rico           |
| 7  | Howard García         | P     | 8 febbraio 1994  | Porto Rico           |
| 9  | Johan León            | S     | 12 maggio 1999   | Porto Rico           |
| 10 | Dimar López           | O     | 23 agosto 1986   | Porto Rico           |
| 10 | Orlando Santiago      | S     | 3 giugno 1996    | Porto Rico           |
| 13 | Yunieski Ramírez      | S     | 13 febbraio 1986 | Porto Rico           |
| 14 | Josean Rodríguez      | C     | -                | Porto Rico           |
| 15 | Joseph Cuevas         | O     | 9 maggio 1990    | Porto Rico           |
| 16 | Jackson Rivera        | S     | 19 agosto 1987   | Porto Rico           |
| 16 | Luis Guillermo García | P     | 5 gennaio 1995   | Porto Rico           |
| 17 | Pedrito Sierra        | C     | 21 luglio 1989   | Porto Rico           |

## Mercato
| Acquisti | Acquisti              | Acquisti             | Acquisti   |
| R.       | Nome                  | da                   | Modalità   |
| -------- | --------------------- | -------------------- | ---------- |
| S        | Erick Ramos           | -                    | definitivo |
| L        | Ernie Santos          | ?                    | definitivo |
| S        | Ricardo Archilla      | Changos de Naranjito | definitivo |
| L        | Dennis Del Valle      | Losanna UC           | definitivo |
| C        | Pedro Nieves          | Llaneros de Toa Baja | definitivo |
| P        | Howard García         | -                    | definitivo |
| S        | Johan León            | -                    | definitivo |
| O        | Dimar López           | -                    | definitivo |
| S        | Yunieski Ramírez      | -                    | definitivo |
| C        | Josean Rodríguez      | -                    | definitivo |
| O        | Joseph Cuevas         | Nara Dreamers        | definitivo |
| S        | Jackson Rivera        | Al-Muharraq          | definitivo |
| C        | Pedrito Sierra        | Gigantes de Adjuntas | definitivo |
| P        | Josué Suárez          | -                    | definitivo |
| O        | Christian Burgos      | Mulos de Juncos      | definitivo |
| S        | Orlando Santiago      | Changos de Naranjito | definitivo |
| P        | Luis Guillermo García | Changos de Naranjito | definitivo |

| Cessioni | Cessioni       | Cessioni             | Cessioni   |
| R.       | Nome           | a                    | Modalità   |
| -------- | -------------- | -------------------- | ---------- |
| P        | Josué Suárez   | Changos de Naranjito | definitivo |
| O        | Dimar López    | Mulos de Juncos      | definitivo |
| S        | Jackson Rivera | Changos de Naranjito | definitivo |

## Risultati

### LVSM

#### Regular season
| 1ª giornata - 6 giugno 2019 Coliseo Raúl "Pipote" Oliveras, Yauco        | Cafeteros de Yauco       | 3 - 2 | Caribes de San Sebastián | 25-22, 27-29, 17-25, 30-28, 15-12 |
| 2ª giornata - 9 giugno 2019 Coliseo Gelito Ortega, Naranjito             | Changos de Naranjito     | 3 - 0 | Caribes de San Sebastián | 25-19, 25-20, 25-18               |
| 3ª giornata - 12 giugno 2019 Coliseo Rafael G. Amalbert, Juncos          | Mulos de Juncos          | 3 - 1 | Caribes de San Sebastián | 25-11, 25-14, 16-25, 25-22        |
| 4ª giornata - 16 giugno 2019 Coliseo Luis Aymat Cardona, San Sebastián   | Caribes de San Sebastián | 3 - 0 | Mets de Guaynabo         | 25-22, 25-18, 25-23               |
| 5ª giornata - 19 giugno 2019 Coliseo Luis Aymat Cardona, San Sebastián   | Caribes de San Sebastián | 2 - 3 | Changos de Naranjito     | 18-25, 25-21, 25-23, 20-25, 15-17 |
| 6ª giornata - 21 giugno 2019 Coliseo Raúl "Pipote" Oliveras, Yauco       | Cafeteros de Yauco       | 1 - 3 | Caribes de San Sebastián | 19-25, 19-25, 25-19, 20-25        |
| 7ª giornata - 23 giugno 2019 Coliseo Luis Aymat Cardona, San Sebastián   | Caribes de San Sebastián | 2 - 3 | Changos de Naranjito     | 25-27, 25-19, 25-22, 22-25, 21-19 |
| 8ª giornata - 26 giugno 2019 Coliseo Luis Aymat Cardona, San Sebastián   | Caribes de San Sebastián | 2 - 3 | Indios de Mayagüez       | 25-22, 17-25, 21-25, 25-19, 13-15 |
| 9ª giornata - 28 giugno 2019 Coliseo Mario Morales, Guaynabo             | Mets de Guaynabo         | 3 - 0 | Caribes de San Sebastián | 25-16, 25-21, 25-17               |
| 10ª giornata - 30 giugno 2019 Coliseo Luis Aymat Cardona, San Sebastián  | Caribes de San Sebastián | 0 - 3 | Mulos de Juncos          | 25-27, 21-25, 25-27               |
| 11ª giornata - 2 luglio 2019 Palacio de Recreación y Deportes, Mayagüez  | Indios de Mayagüez       | 3 - 0 | Caribes de San Sebastián | 25-14, 25-23, 25-17               |
| 12ª giornata - 4 luglio 2019 Coliseo Rafael G. Amalbert, Juncos          | Mulos de Juncos          | 3 - 0 | Caribes de San Sebastián | 25-20, 25-17, 25-18               |
| 13ª giornata - 6 luglio 2019 Coliseo Luis Aymat Cardona, San Sebastián   | Caribes de San Sebastián | 1 - 3 | Mulos de Juncos          | 20-25, 28-26, 18-25, 21-25        |
| 14ª giornata - 10 luglio 2019 Coliseo Luis Aymat Cardona, San Sebastián  | Caribes de San Sebastián | 3 - 0 | Cafeteros de Yauco       | 25-21, 29-27, 25-23               |
| 15ª giornata - 12 luglio 2019 Coliseo Luis Aymat Cardona, San Sebastián  | Caribes de San Sebastián | 1 - 3 | Indios de Mayagüez       | 20-25, 25-21, 20-25, 17-25        |
| 16ª giornata - 14 luglio 2019 Coliseo Mario Morales, Guaynabo            | Mets de Guaynabo         | 3 - 0 | Caribes de San Sebastián | 28-26, 25-22, 25-21               |
| 17ª giornata - 16 luglio 2019 Coliseo Gelito Ortega, Naranjito           | Changos de Naranjito     | 3 - 1 | Caribes de San Sebastián | 25-18, 20-25, 25-18, 25-21        |
| 18ª giornata - 18 luglio 2019 Coliseo Luis Aymat Cardona, San Sebastián  | Caribes de San Sebastián | 0 - 3 | Cafeteros de Yauco       | 23-25, 25-27, 20-25               |
| 19ª giornata - 20 luglio 2019 Palacio de Recreación y Deportes, Mayagüez | Indios de Mayagüez       | 3 - 2 | Caribes de San Sebastián | 21-25, 25-22, 19-25, 25-17, 15-10 |
| 20ª giornata - 22 luglio 2019 Coliseo Luis Aymat Cardona, San Sebastián  | Caribes de San Sebastián | 3 - 0 | Mets de Guaynabo         | 26-24, 27-25, 25-18               |

## Statistiche

### Statistiche di squadra
| Competizione | Punti | In casa | In casa | In casa | In trasferta | In trasferta | In trasferta | Totale | Totale | Totale |
| Competizione | Punti | G       | V       | P       | G            | V            | P            | G      | V      | P      |
| ------------ | ----- | ------- | ------- | ------- | ------------ | ------------ | ------------ | ------ | ------ | ------ |
| LVSM         | 18    | 10      | 3       | 7       | 10           | 2            | 8            | 20     | 5      | 15     |
| Totale       | -     | 10      | 3       | 7       | 10           | 2            | 8            | 20     | 5      | 15     |

G = partite giocate; V = partite vinte; P = partite perse